# Château de Vandenesse
Le château de Vandenesse est une ancienne maison forte du XIVe siècle, remanié au XVe siècle, centre de la seigneurie de Vandenesse, qui se dresse sur la commune de Vandenesse dans le département de la Nièvre en région Bourgogne-Franche-Comté.
Le château fait l’objet d’une inscription au titre des monuments historiques par arrêté du 11 septembre 1998.

## Situation
Le château de Vandenesse est situé dans le département de la Nièvre sur la commune de Vandenesse, sur la RD 37.
Contrairement aux autres places fortes des environs (Moulins-Engilbert, Cercy-la-Tour) qui furent bâties aux sommets de collines, le château de Vandenesse fut construit dans le fond de la vallée de la Dragne, sur les rives de l'Aron, sa défense étant basée sur des fossés entourés d’eau.

## Historique
Une maison forte est attestée en 1368, elle est aux mains de la famille Bocars. Par mariage elle passe dans les mains de la famille de Nourry. Toujours par le jeu des alliances, la seigneurie passe aux mains des Roger-de-Beaufort.
Elle est achetée à la fin du XVe siècle par la puissante famille de Chabannes, qui transforme profondément la maison fortifiée de Vandenesse en un puissant château, et toujours au gré de nouvelles alliances elle passe entre les mains de Jean Olivier.
En 1570, les troupes de l’amiral de Coligny pénètrent dans la région du Bazois et les combats entre catholiques et protestants font rage. L’église du XIIe siècle est brûlée et le château endommagé. En 1663, la terre de Vandenesse est érigée en marquisat par le roi Louis XIV.
Au XVIIIe siècle, le marquisat de Vandenesse possession des Olivier-DeFiennes-DuBois, depuis 1604, se transmet de père en fils, puis passe à Charles Léonard de Baylens, de par son mariage en 1745, au château de Versailles, avec Charlotte-Louise Olivier-DuBois-deFiennes (1726-1761). Leur fille cadette, Marie-Charlotte-Rosalie de Baylens (1760-1828) épouse en 1778 Hélie-Charles de Talleyrand-Périgord, et lui apporte le marquisat de Vandenesse.
Dans un terrier de 1721, le château est décrit comme : « un ensemble composant une cour en forme d'ovale, renfermée de fossées avec pont-levis et autres marques d'ancienneté du château ». À la Révolution, le château est saisi comme bien national et vendu en 1796 à Bourbon-Graviere qui en abat le côté nord-ouest.
Au XIXe siècle, Hélie-Louis de Talleyrand-Périgord, est propriétaire du domaine. À sa mort, le château et leurs domaines passent à Charles de Mérode.
Depuis 1909, le château est la possession de la famille de la Roche-Aymon.

### Seigneurs de Vandenesse

#### Famille de Nourry
- Hughes de Nourry, mort en 1351, marié à une dame de Vandenesse[Note 7];
- Pierre Norry, un de ses fils, marié en 1356, mort en 1375;
- Étienne de Norry, fils du précédent, (1337-1443);

#### Famille Roger-de-Beaufort
- Louis Roger-de-Beaufort, marquis de Canillac[Note 8],[Note 9] (~1400~1464), par son mariage vers 1437 avec Jeanne de Norry (née ~1410), fille d'Étienne. De ce mariage naitra trois enfants ; Isabeau (née ~1438)[Note 10], Anne et Jacques.

#### Famille de Chabannes
- Jean de Chabannes, mort en 1524
- Jacques II de Chabannes de La Palice
- Charles de Chabannes
- Eléonore de Chabannes

#### Famille Olivier
- Jean Olivier, fils aîné de François Olivier, mort en 1597, marié en 1567 à Suzanne de Chabannes qui lui apporte la terre de Vandenesse[Note 11].

#### Famille Olivier-DeFiennes-DuBois
- Jean, sa mère née de Chabannes, mort en 1641;
- Louis, fils du précédent, mort en 1663;
- Louis-Thomas Olivier-de-Fiennes, marquis de Leuville, grand bailli de Touraine, Lieutenant-Général des Armées du Roi qui décéda en Bohème en 1741 lors de la guerre de Succession d'Autriche où une armée française commandée par le Maréchal de Belle-Isle s'aventura. Son fils qui lui succéda fut tué à la guerre en Italie.

## Description
La maison forte à l'origine se présentait sous la forme d'un donjon carré massif et d'un corps de logis.
Au XVe siècle, le château adopta un plan circulaire et sept tours ovales furent édifiées. Des courtines surmontées d'un chemin de ronde les reliaient les unes aux autres ainsi qu'au donjon. Des fossés protégeaient l'ensemble et l'accès au donjon se faisait par un pont-levis.
Au XVIIe siècle, des corps de logis percés de hautes fenêtres, reprenant le plan global de l'édifice, remplacèrent les courtines. Les communs, construits à l'extérieur de l'enceinte, autour d'une grande cour carrée, datent de la même époque.
Au XXIe siècle subsistent encore des bâtiments du XIVe siècle, le donjon couronné de mâchicoulis, deux des sept tours ovales du XVe siècle, une tour carré et les logis qui les relient. Il ne reste aucune trace des douves et du pont-levis, tout comme de la partie nord-ouest du château démolie à la Révolution.
L'intérieur a beaucoup souffert. Des deux cheminées monumentales que l'on voit, l'une, du XVe siècle, provient du manoir d'Arcilly et l'autre, du XVIe siècle, du château d'Anizy. Dans le salon, on peut observer un plafond à la française ainsi qu'une tapisserie du XVIIe siècle.
Le château est visible de l'extérieur mais ne se visite pas.